# Forêt de Beynes
La forêt de domaniale de Beynes se trouve dans les Yvelines (France), sur les communes de Beynes et Saulx-Marchais.

## Histoire
La forêt a été autrefois un massif très giboyeux, les premiers tracés de route de chasse datent de François Ier dont les maîtresses habitaient Beynes.
La forêt a pu être aménagée dès le XVe siècle par Guillaume d'Estouteville, seigneur de Beynes que quelques auteurs[Qui ?] ont dit avoir été grand-maître et général réformateur des eaux et forêts de France vers 1425.
En 1923, la famille Chabannes la Palice vend la forêt à David David-Weill, banquier.
Le 30 décembre 1943, l’État français acquiert la forêt pour la somme de neuf millions cinquante mille francs.

## Flore
Le chêne (92 %) est l'essence majoritaire de cette forêt domaniale. Parmi les essences minoritaires l'on rencontre le hêtre et le charme (3 %), le bouleau et le tremble (3 %), des fruitiers, et des ormes et divers (2 %).

## Installations gazières
La forêt est ponctuée d'installations gazières reliées au centre de stockage souterrain et à la station de compression de Beynes,,.